# Toul
Toul é uma cidade histórica e fortificada da França e uma subprefeitura do departamento de Meurthe-et-Moselle, na Região de Grande Leste. População 65.000 habitantes.
Toul está localizada entre Commercy e Nancy, e entre o rio Mosela e o Canal de la Marne au Rhin.